# Patrick Clément
Pour les articles homonymes, voir Clément.
Patrick Clément est un dessinateur français de bande dessinée, né en 1950.

## Biographie
Né en 1950, Patrick Clément est longtemps marginal. Il aborde la bande dessinée avec un ouvrage pédagogique pour les enfants.
Son premier album est le Monstre avec des plumes, avec un texte de Jacques Andrepio, publié en 1979 aux éditions Transit. Il dessine ensuite le Scoop, paru en 1982 chez Futuropolis, puis l'Ange bleu en 1983, aux éditions Magic Strip.
Patrick Clément intègre l'équipe de L'Écho des savanes en 1984. Il y dessine Rimbo, aventures exotiques sur un scénario de Jacques Andrepio, le scénariste de ses débuts. Ces aventures sont publiées en deux tomes aux éditions Albin Michel, en 1984 et 1988.
Il y montre un « trait souple et efficace, qui s'apparente à la fois à l'école belge et à l'école américaine », selon Henri Filippini.

## Ouvrages
- Le Monstre avec des plumes, avec Jacques Andrepio, Toulouse, éditions Transit, 1979, 48 p.
- Le Scoop !, Paris, Futuropolis, 1982, 48 p.
- L'Ange bleu, éditions Magic Strip, 1983.
- Série Rimbo (préalablement publiée dans L'Écho des savanes) :

1. La Trajectoire du loup, Albin Michel, 1984, grand format, 54 planches  (ISBN 2-226-02098-5)[4] ;
2. Africa fric, Albin Michel, 1988, grand format, 52 planches  (ISBN 2-226-03158-8)[5].